# ویرینکتی
ویرینکتی (به انگلیسی: Veerayankottai) یک روستا در هند است که در تامیل نادو واقع شده‌است.